# باولو كاسولي
باولو كاسولي (بالإيطالية: Paolo Casoli)‏ مواليد 18 أغسطس 1965 في كاستلنوفو ني مونتي، إيطاليا، هو متسابق دراجات نارية إيطالي سابق. نافس في سباقات بطولة العالم لفئة 250 سي سي ولفئة 125 سي سي ولفئة 50 سي سي. كما شارك في بطولة العالم للسوبربايك وبطولة العالم للسوبرسبورت.

## روابط خارجية
- باولو كاسولي على موقع MotoGP.com (الإنجليزية)
- باولو كاسولي على موقع WorldSBK.com (الإنجليزية)
- باولو كاسولي على موقع CONI honoured athlete website (الإيطالية)